# Wiesław Szlachetka
Wiesław Szlachetka (ur. 21 listopada 1959 w Małej Komorzy) – polski duchowny rzymskokatolicki, doktor nauk teologicznych, biskup pomocniczy gdański od 2014.

## Życiorys
Urodził się 21 listopada 1959 w Małej Komorzy w rodzinie Władysława i Czesławy z domu Gleby. Kształcił się w Technikum Rolniczym w Sypniewie. W 1980 złożył egzamin dojrzałości. W latach 1981–1986 studiował w seminarium duchownym w Pelplinie. Święcenia diakonatu otrzymał 20 czerwca 1985. Święceń prezbiteratu udzielił mu 17 maja 1986 biskup diecezjalny chełmiński Marian Przykucki. Został inkardynowany do diecezji chełmińskiej, a w 1992 do archidiecezji gdańskiej. Magisterium z teologii uzyskał w 1986 na Akademii Teologii Katolickiej w Warszawie. Na tej samej uczelni w latach 1988–1992 odbył dalsze studia, a w 1998 na podstawie dysertacji Obraz posłannictwa Chrystusa na ziemi w świetle wypowiedzi Mt 10,34–36 par. Łk 12,51–53 (z uwzględnieniem kontekstów redakcyjnych oraz paralel biblijnych i pozabiblijnych) uzyskał doktorat z nauk teologicznych w zakresie biblistyki.
W latach 1986–2000 pracował jako wikariusz w parafii Chrystusa Zbawiciela w Gdańsku. W 2000 został ustanowiony proboszczem nowo utworzonej parafii św. Polikarpa Biskupa i Męczennika w Gdańsku. W latach 2013–2016 pełnił funkcję wizytatora nauki religii.
W 1992 został wykładowcą Studium Katechetycznego Archidiecezji Gdańskiej, w 1993 Gdańskiego Archidiecezjalnego Kolegium Teologicznego w Gdyni, a w 1998 objął wykłady z Pisma Świętego Starego Testamentu w Gdańskim Seminarium Duchownym.
21 grudnia 2013 papież Franciszek mianował go biskupem pomocniczym archidiecezji gdańskiej ze stolicą tytularną Vageata. Święcenia biskupie otrzymał 4 stycznia 2014 w bazylice archikatedralnej Trójcy Świętej w Gdańsku-Oliwie. Udzielił mu ich arcybiskup Celestino Migliore, nuncjusz apostolski w Polsce, w asyście Sławoja Leszka Głódzia, arcybiskupa metropolity gdańskiego, i Henryka Muszyńskiego, arcybiskupa seniora gnieźnieńskiego. Jako zawołanie biskupie przyjął słowa „Magnificate Dominum mecum” (Wysławiajcie razem ze mną Pana). W 2014 został wikariuszem generalnym archidiecezji, a także wszedł w skład rady kapłańskiej i kolegium konsultorów. W 2021 objął funkcję przewodniczącego Rady Nadzorczej Gdańskiego Seminarium Duchownego. Również w 2021 został ustanowiony kanonikiem rzeczywistym Kapituły Kolegiackiej Gdyńskiej.
W ramach prac Konferencji Episkopatu Polski został przewodniczącym Komisji Charytatywnej i delegatem ds. Duszpasterstwa Kobiet, objął ponadto funkcję przewodniczącego Komisji Nadzorczej Caritas Polska.
Autor zbiorów poetyckich Czekając na słońce (2000) i Tylko życie (2011).